# Slaget ved Tukaroi
Slaget ved Tukaroi fandt sted 3. marts 1575 nær landsbyen Tukaroi, i det nuværende Balasoredistrikt mellem Midnapore og Jalesar i Vestbengalen i det østlige Indien, mellem Mogulriget og Bengalsultanatet. Mogulriget vandt og Bengalsultanatet blev kraftigt svækket.